# Karol Hoppe

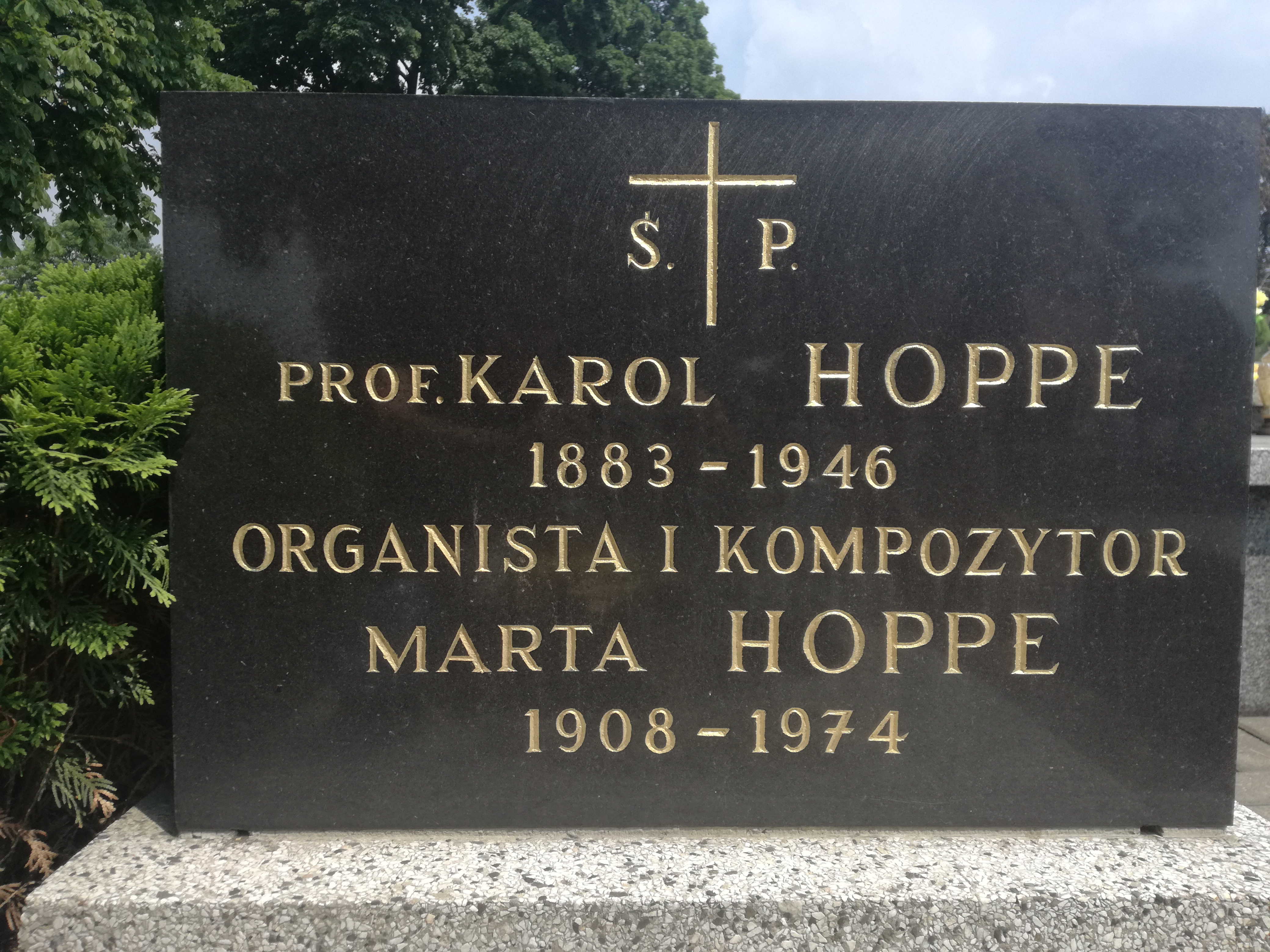
Tablica nagrobkowa śp. prof. Karola Hoppego, znajdująca się na cmentarzu parafii św. Szczepana w Katowicach

Karol Hoppe (ur. 11 kwietnia 1883 w Roździeniu, zm. 2 marca 1946) – kompozytor, chórmistrz, organista, nauczyciel, założyciel chóru św. Cecylii i współzałożyciel Szkoły Muzyki Kościelnej św. Grzegorza w Katowicach. Autor ponad trzystu kompozycji i stu pięćdziesięciu opracowań pieśni i utworów. Ponadto pełnił rolę diecezjalnego wizytatora organów i dzwonów, juror śląskich chórów i członek Komisji Muzyki Kościelnej. 

## Życiorys
Ojciec Teodor (mistrz stolarski), matka Maria (zajmowała się prowadzeniem domu). Rodzice, postanowili przeznaczyć oszczędności na rozwój i edukację syna. 
Karol Hoppe wstąpił do seminarium nauczycielskiego w Pyskowicach, a w 1909 r. rozpoczął pracę jako nauczyciel muzyki w Zawodziu. Jednocześnie pracował jako organista przy parafii św. Szczepana w Bogucicach. W tym samym czasie kontynuował  też studia muzyczne u dwóch wybitnych wrocławskich profesorów: J. Steina oraz H. Kottali. W 1922 r. został nauczycielem w Gimnazjum Klasycznym im. A. Mickiewicza w Katowicach, w którym założył chór. Organizował koncerty i występy artystyczne. Ze względu na wykształcenie i doświadczenie muzyczne, senat Śląskiego Konserwatorium Muzycznego w Katowicach nadał mu tytuł profesora muzyki. 
Dzieła kompozytora ukazywały się w oficynach zagranicznych. Najważniejsze dzieła to między innymi: Missa festiva, Missa pontificalis, Missa solemnis, Missa brevis, hymny procesyjne na Boże Ciało, responsoria, śpiewane do dzisiaj w śląskich parafiach pasje wg św. Mateusza i św. Jana. Dzięki współpracy z  ks. Ludwikiem Skowronkiem, powstaje zbiór akompaniamentów do pieśni, które zamieszczone są w śląskim modlitewniku „Droga do nieba”. Opracowanie, noszące tytuł „Chorał”, zwyczajowo nazywano „Chorał Hoppego”. W 1929 r. został współzałożycielem Szkoły Muzyki Kościelnej św. Grzegorza w Katowicach, gdzie kształcono organistów i chórmistrzów. Tam prowadził wykłady z chorału gregoriańskiego, pieśni kościelnej, gry na organach i historii muzyki kościelnej. 18 października 1934 zawarł związek małżeński z 26-letnią Martą Noras. Zmarł 2 marca 1946 r. Został pochowany na cmentarzu należącym do parafii św. Szczepana. W ceremonii pogrzebowej wziął udział jego Chór św. Cecylii. 22 grudnia 1968 na parafii św. Szczepana odsłonięto pamiątkową tablicę upamiętniającą postać profesora Karola Hoppego. W ramach upamiętnienia jego twórczości jedną z bogucickich ulic nazwano jego imieniem.